# Алдеево
Алдеево (горномар. Ӓлдисола) — деревня в Горномарийском районе Марий Эл Российской Федерации. Входит в состав Виловатовского сельского поселения.
Численность населения — 43 чел. (2010 год).

## География
Располагается в 7,5 км от административного центра сельского поселения — села Виловатово, в 700 метрах от автодороги Р173. Деревня состоит из двух частей, разделённых небольшой ложбиной.

## История
Название деревни происходит от имени одного из основателей деревни (Алди). Деревня впервые упоминается в 1859 году.

## Население
| 2002 | 2010 |
| ---- | ---- |
| 54   | ↘43  |